# Lijst van Eurocommissarissen voor Sociale Zaken
De functie van Europees commissaris voor Sociale Zaken is een van de oudste nog bestaande functies binnen de Europese Commissie. De commissaris was al vertegenwoordigd bij de lancering van de Commissie in 1958. In de Commissie-Von der Leyen (2019-2024) vielen Sociale Zaken onder de verantwoordelijkheid van een “Commissaris voor Werkgelegenheid en Sociale Rechten”.

## Ontwikkeling
Op 25 september 1958 werd door de Raad van Ministers van de EEG de basis gelegd voor de samenwerking op sociaal gebied. In Verordening Nr. 3 inzake de sociale zekerheid van migrerende werknemers worden de basisbeginselen vastgelegd van de sociale zekerheid voor migrerende werknemers binnen de Europese Gemeenschappen. De verordening geeft duidelijkheid over wanneer een persoon afkomstig uit een andere lidstaat aanspraak kan maken op de sociale zekerheid van de lidstaat waarin hij zich bevindt. Ook wordt nader bepaald wat er moet gebeuren in het geval van ziekte (hoofdstuk 1), invaliditeit (hoofdstuk 2), ouderdom en overlijden (hoofdstuk 3/5), arbeidsongevallen (hoofdstuk 4) of werkloosheid (hoofdstuk 6) van de persoon. Hoofdstuk zeven behandelt de toekenning van kindertoeslag. Sinds 1958 hebben er aanpassingen plaatsgevonden op de verordening.
| #  | Eurocommissaris voor Sociale Zaken  | Eurocommissaris voor Sociale Zaken | Eurocommissaris voor Sociale Zaken | Termijn                              | Nationale partij | Europese Partij | Commissie     | Land                | Overige Portfolio(s)                     |
| -- | ----------------------------------- | ---------------------------------- | ---------------------------------- | ------------------------------------ | ---------------- | --------------- | ------------- | ------------------- | ---------------------------------------- |
| 1  |                                     | Giuseppe Petrilli                  | Giuseppe Petrilli (1913–1999)      | 10 januari 1958 – 8 februari 1961    | O                | O               | Hallstein I   | Italië              |                                          |
| 2  |                                     |                                    | Lionello Levi Sandri (1910–1991)   | 8 februari 1961 – 9 januari 1962     | PSI              | PES             | Hallstein I   | Italië              |                                          |
| 2  | 10 januari 1962 – 1 juli 1967       | Hallstein II                       | Lionello Levi Sandri (1910–1991)   |                                      | PSI              | PES             |               | Italië              |                                          |
| 2  | 2 juli 1967 – 30 juni 1970          | Rey                                | Lionello Levi Sandri (1910–1991)   |                                      | PSI              | PES             |               | Italië              |                                          |
| 3  |                                     | Albert Coppé                       | Albert Coppé (1911–1999)           | 1 juli 1970 – 21 maart 1972          | CVP              | EVP             | Rey           | België              |                                          |
| 3  | 21 maart 1972 – 5 januari 1973      | Albert Coppé                       | Albert Coppé (1911–1999)           | Mansholt                             | CVP              | EVP             |               | België              |                                          |
| 4  |                                     | Patrick Hillery                    | Patrick Hillery (1923–2008)        | 6 januari 1973 – 5 januari 1977      | FG               | EVP             | Ortoli        | Ierland             | Vicevoorzitter                           |
| 5  |                                     | Henk Vredeling                     | Henk Vredeling (1924–2007)         | 6 januari 1977 – 5 januari 1981      | PvdA             | PES             | Jenkins       | Nederland           | Vicevoorzitter Werkgelegenheid           |
| 6  |                                     |                                    | Ivor Richard (1932–2018)           | 6 januari 1981 – 5 januari 1985      | Lab              | PES             | Thorn         | Verenigd Koninkrijk | Vicevoorzitter Werkgelegenheid           |
| 7  |                                     | Peter Sutherland                   | Peter Sutherland (1946–2018)       | 6 januari 1985 – 6 januari 1986      | FG               | EVP             | Delors I      | Ierland             | Mededinging Onderwijs                    |
| 8  |                                     | Manuel Marin                       | Manuel Marín (1949–2017)           | 6 januari 1986 – 5 januari 1989      | PSOE             | PES             | Delors I      | Spanje              | Vicevoorzitter Werkgelegenheid Onderwijs |
| 9  |                                     |                                    | Vasso Papandréou (1944–2024)       | 6 januari 1989 – 5 januari 1993      | PASOK            | PES             | Delors II     | Griekenland         | Werkgelegenheid Industrie Onderwijs      |
| 10 |                                     |                                    | Pádraig Flynn (1939)               | 6 januari 1993 – 24 januari 1995     | FF               | EVE             | Delors III    | Ierland             | Justitie Werkgelegenheid                 |
| 10 | 25 januari 1995 – 15 september 1999 | Santer                             | Pádraig Flynn (1939)               |                                      | FF               | EVE             |               | Ierland             | Justitie Werkgelegenheid                 |
| 11 |                                     | Anna Diamandopoulou                | Anna Diamandopoulou (1959)         | 16 september 1999 – 18 februari 2004 | PASOK            | PES             | Prodi         | Griekenland         | Werkgelegenheid                          |
| 12 |                                     | Stavros Dimas                      | Stavros Dimas (1941)               | 18 februari 2004 – 22 november 2004  | ND               | EVP             | Prodi         | Griekenland         | Werkgelegenheid                          |
| 13 |                                     | Vladimír Špidla                    | Vladimír Špidla (1951)             | 22 november 2004 – 9 februari 2010   | ČSSD             | PES             | Barroso I     | Tsjechië            | Werkgelegenheid                          |
| 14 |                                     | László Andor                       | László Andor (1966)                | 9 februari 2010 – 1 november 2014    | MSZP             | PES             | Barroso II    | Hongarije           | Werkgelegenheid                          |
| 15 |                                     | Marianne Thyssen                   | Marianne Thyssen (1956)            | 1 november 2014 – 1 december 2019    | CD&V             | EVP             | Juncker       | België              | Werkgelegenheid                          |
| 16 |                                     | Nicolas Schmit                     | Nicolas Schmit (1953)              | 1 december 2019 – heden              | LSAP             | PES             | Von der Leyen | Luxemburg           | Werkgelegenheid                          |